# Cherveux
Cherveux ist eine französische Gemeinde mit 1.867 Einwohnern (Stand: 1. Januar 2022) im Département Deux-Sèvres in der Region Nouvelle-Aquitaine (vor 2016: Poitou-Charentes). Sie gehört zum Arrondissement Niort und zum Kanton Autize-Égray. 

## Geographie
Cherveux liegt etwa elf Kilometer nordöstlich von Niort. Das Gemeindegebiet wird im Osten vom Flüsschen Musson durchquert. Umgeben wird Cherveux von den Nachbargemeinden Saint-Christophe-sur-Roc und La Chapelle-Bâton im Norden, Augé im Nordosten und Osten, Azay-le-Brûlé im Osten, La Crèche im Südosten, François und Saint-Gelais im Süden, Échiré im Südwesten, Germond-Rouvre im Westen und Nordwesten sowie Champdeniers im Nordwesten.

## Bevölkerungsentwicklung
| Jahr                       | 1962 | 1968 | 1975 | 1982 | 1990 | 1999 | 2006 | 2013 | 2019 |
| Einwohner                  | 1033 | 1003 | 880  | 1085 | 1179 | 1271 | 1503 | 1732 | 1960 |
| Quellen: Cassini und INSEE |      |      |      |      |      |      |      |      |      |

## Sehenswürdigkeiten
- Kirche Saint-Pierre
- ehemalige protestantische Kirche, heute Gemeindesaal
- Wasserburg Cherveux, Monument historique

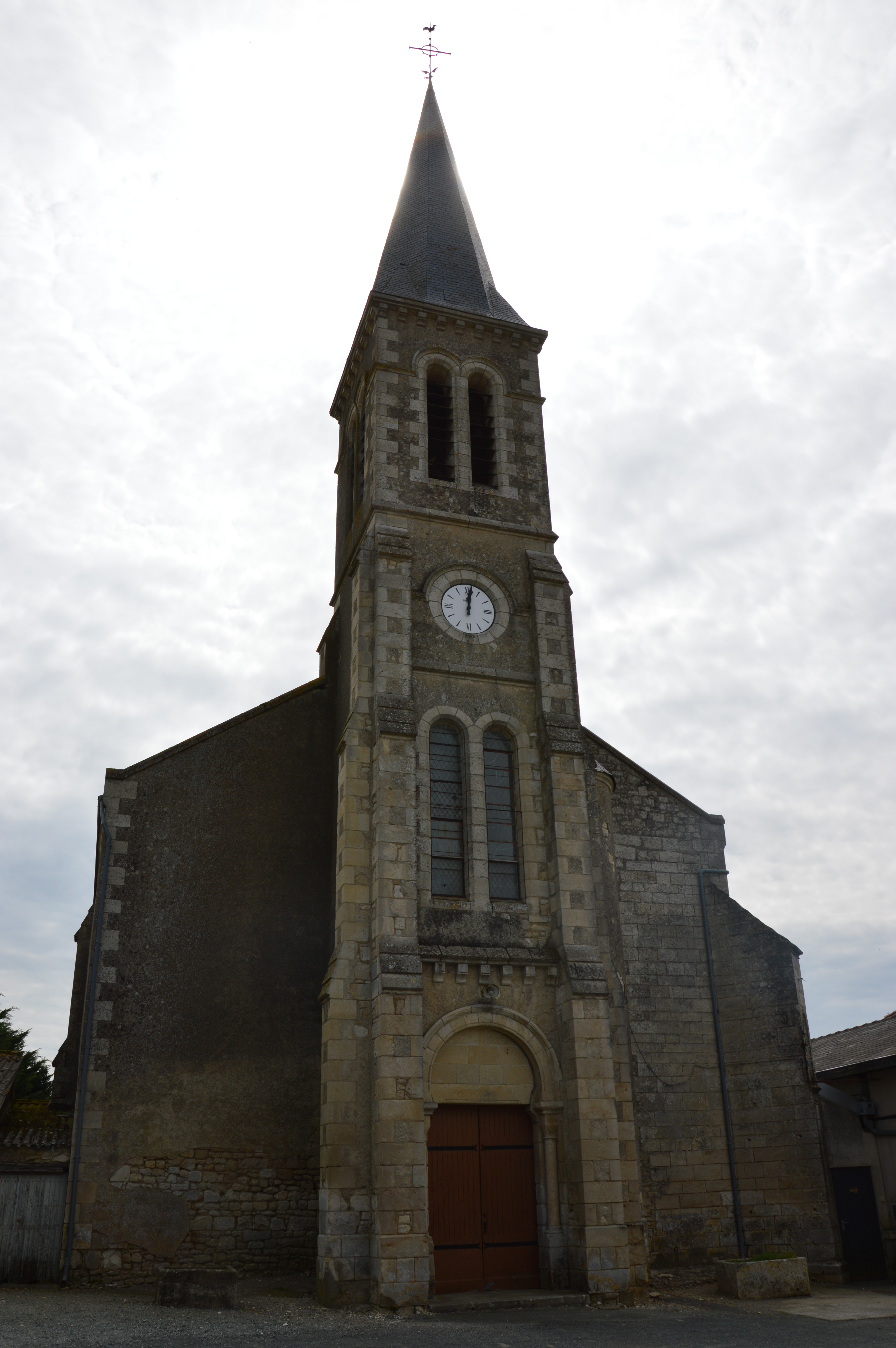
Kirche Saint-Pierre
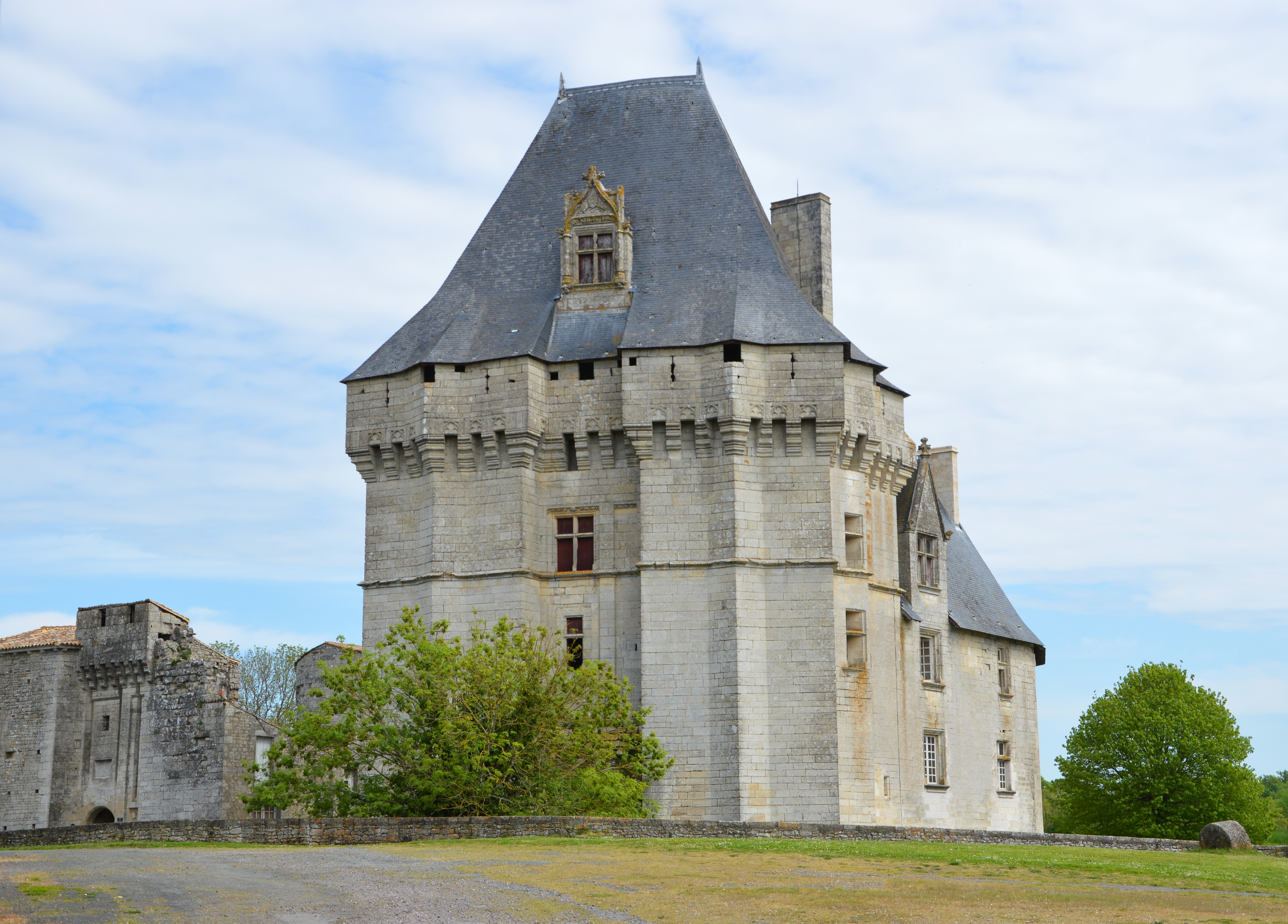
Wasserburg